# Natranaerobiaceae
Natranaerobiaceae  è una famiglia di batteri appartenente all'ordine Natranaerobiales.